# Журавский, Дмитрий Петрович
Дми́трий Петро́вич Жура́вский (1810—1856) — русский статистик и демограф.

## Биография
Родился в 1810 году в Могилёвской губернии. Воспитывался в Первом петербургском кадетском корпусе, из которого был выпущен в 1829 году. Участвовал в подавлении польского мятежа; отличился при взятии Варшавы. По окончании войны перешёл на гражданскую службу, где ему предложены были занятия по составлению свода военных постановлений, в которых ему покровительствовал М. М. Сперанский.
После смерти Сперанского в 1839 году, Журавский перешёл в Министерство государственных имуществ и поселился в Каменец-Подольске, а затем переехал в Одессу. Познакомившись с Львом Александровичем Нарышкиным, он отправился с ним в путешествие по Европе. Затем через Нарышкина он получил место в штате канцелярии главного директора комиссии финансов и казначейства Царства Польского и работал в Варшаве в 1841—1842 годах. С 1843 года Журавский был управляющим Балашевским имением Нарышкина в Саратовской губернии.
В 1845 году он поселился на хуторе под Киевом, где написал первое свое сочинение «Об источниках и употреблении статистических сведений» (Киев, 1846), сделавшее его известным. Вскоре он был назначен чиновником для особых поручений к Киевскому губернатору И. И. Фундуклею и ему было поручено составить полное статистическое обозрение Киевской губернии. Одновременно, он был учёным секретарём и редактором статистического отделения комиссии для описания Киевского учебного округа, действовавшей при университете Святого Владимира. В 1847 году он был избран членом-сотрудником РГО.
В 1851 году им был составлен «План статистического описания губерний Киевского учебного округа», а в 1856 году «Статистическое обозрение Киевской губернии» было напечатано (3 тома) и после смерти автора было отмечено Жуковской премией географического общества.
Также им было напечатано: «Материалы для статистики частных имуществ и кредита. I. О кредитных сделках в Киевской губернии» (Киев, 1856); а после смерти было издано «Статистическое обозрение расходов на военные потребности в 1711—1825» (СПб., 1859).
Умер 23 ноября (5 декабря) 1856 года в Одессе и был похоронен в храме Всех Святых на 1-м Христианском кладбище.